# 世界一難しい恋
『世界一難しい恋』（せかいいちむずかしいこい）は、2016年4月13日から6月15日まで日本テレビ系「水曜ドラマ」枠で放送された日本のテレビドラマである。主演は大野智、ヒロインは波瑠。脚本の金子茂樹によるオリジナル作である。略称は「セカムズ」。

## 概要
神奈川県横浜市を舞台に、一流ホテルの経営者だが内面は子供っぽく自分本位な主人公が34歳にして恋に落ち、不器用ながらひたむきに奮闘する様を描いたラブコメディ。
横浜フィルムコミッション支援作品で、横浜市の様々な場所がロケ地として使われている（#ロケ地参照）。また横浜市内のスポットでドラマにちなんだ観光キャンペーンが行われたり、ドラマ内に横浜市中区の実在のマスコットキャラクター「スウィンギー」が登場するなどのコラボ企画も行われた。

## あらすじ
鮫島ホテルズの社長・鮫島零治は、つぶれかけた実家の旅館を2か月で立て直し、その手腕を評価され今や全国5か所のホテルチェーン経営者となっている。ミスをした社員は即クビにするなど容赦ない一面があり、社員には恐れ疎まれている。ライバル会社のステイゴールドホテル社長・和田に、パーティに同伴する女性もいないことをからかわれ、次のパーティには婚約者を連れていくことを決意。見合いを重ねるが、空気が読めず上から目線のため、相手からはことごとく断られる。そんな折、社長室企画戦略部に、中途で採用された柴山美咲が配属された。美咲は社長である零治にも物怖じせず意見し、今までならそのような社員は即クビにしていたがなぜか零治は美咲をクビにできない。ある日美咲の落ち込む姿を見て零治はなんとか励まそうとする。零治の不器用な励ましに美咲は笑顔を向ける。その笑顔を見て、零治は次のパーティには美咲を連れていくと決意する。
そうはいうもののろくに恋愛経験のない零治にはデートに誘う踏ん切りもつかず、美咲に外国人の元彼がいたことに怖気づいたり、美咲がパリにいたころ和田と食事をしたことがある事実に激怒したりと落ち着かない。その都度、創業以来支えてくれている秘書の村沖舞子や運転手の石神剋則に諫められたり宥められたり。美咲が雑談中に言ったあるひとことに失意のどん底になった零治だったが、意外にもライバルの和田が励ましアドバイスをする。零治はそのアドバイスに沿って好きだと告白しようとするがどうしてもできず自己嫌悪におちいる。だがある日、美咲とふたりきりになった時に、雰囲気に飲まれて「お前が好きだ」と思わず口にする。美咲は「考えさせてください」と言い、何日たっても返事をしようとしない。待ちくたびれて半分諦めかけていた時にようやく美咲から返事があり、その返事は意外にも「私も社長と同じ気持ちです」というものだった。
2人はつきあうことになり「レイさん」「ミサさん」と呼び合うことに決める。お互いの趣味のスポットでデートしたり、電話で会話するうち「いさなみすやお」「いさなみしほ」という2人だけがわかるキャラクターが生み出されるなどうまくいく時もあれば、ホテル協会のパーティに行く行かないでぎくしゃくしたり、パーティ当日も和田の暴露話に美咲が怒って帰ってしまったりとぶつかる時もあり、2人の仲はゆっくり進んでいった。だがある時零治が考えたバカな企みのせいで2人は激しい言い争いになり、ついカッとなった零治は「お前はクビだ」と言ってしまう。それ以来美咲とは連絡がとれなくなり、社長室の社員たちが美咲の復職を働きかけるも逆に2人の溝を深める結果となる。
ある時和田から舞子が零治を好きだと言っていたと聞かされ、零治は舞子につきあってみないかともちかける。だが舞子は自分の気持ちは家族のような「好き」であり、今の零治は失恋の辛さを身近な女性で埋めようとしているだけだと突っぱねる。零治は一念発起して美咲との復縁のために奔走する。
実は美咲のことをあまり知らないことに気づき調べるうち美咲の将来の夢を知る。そこで、これからの美咲の役に立つと考えた本を美咲に送る。それがきっかけで2人は思いが通じ、零治は「君の夢を応援すると決めた」と美咲に告げる。それからデートを重ね2人の仲は深まっていく。
舞子に年齢からして結婚を考えるべきだと言われ、零治はまず手がかりとして同棲をしようと、気の進まない美咲を説得し同棲を始める。案の定次々に問題が噴出するが、本音を言い合うことで乗り越えていけると気付き、次第にお互いのペースをつかんでいく2人なのだった。

## キャスト

### 主要人物
鮫島 零治（さめじま れいじ）〈34〉
演 - 大野智（幼少期：間中斗環）
本作の主人公。鮫島ホテルズの社長であり、実家の旅館をも2か月で立て直す手腕を持つ実力も持つ。一方でミスした社員に対しては解雇を容赦なく突き出すなど冷徹であり、社員や部下から畏怖の対象となっているほか、我儘で子供っぽい一面も持つ。結婚相手を探している最中、入社してきた美咲を見初めてなんとか美咲に近づこうと奮闘する。
ライバル企業の社長である和田を煙たがっていたが、自分の弱点である恋愛に関する個人教授をしてくれることになり、以降「師匠」と呼ぶことに。
すったもんだの末、美咲に想いを打ち明けた所、受け入れてもらえる事になった。
柴山 美咲（しばやま みさき）〈25〉
演 - 波瑠（幼少期：信太真妃）
本作のヒロイン。鮫島ホテルズに中途採用された社員。数か国語に精通する才女。語学だけでなくコンシェルジュとしても一流である。性格は真面目で優しく、正義感が強い。零治に恋心を寄せられるもまだ零冶の気持ちに気づいていない。
が、零治から告白され、まひろからも背中を押されるなどして悩んだ末零治と付き合うことを決意する。しかし、なかなかキスに踏み込めない零治を「器の小さい男」と非難した事で感情的になった零治からクビを言い渡される。その後、自身の送別会で、「クビを撤回してもいい」という零治の気持ちに感謝しながらも、彼のライバルである和田が社長を務める「ステイゴールドホテル」でのコンシェルジュとしての就職を報告したことに激怒した零治と再び口論になり、喧嘩別れする。しかし舞子の叱咤で復縁に奔する零治や彼の父の幸蔵から零治の本心も知ったほか、彼に美咲の将来の夢を後押しされたことをきっかけに正式に復縁した。

### 鮫島ホテルズ
村沖 舞子（むらおき まいこ）〈35〉
演 - 小池栄子
零治の秘書。度々零治にアドバイス（主に恋愛ごと）を送ったりしている。時には零冶に反論する事も辞さない。
以前は鮫島グループが経営する旅館で仲居として働いていたが、同じ職場で働いていた男性職員との不倫がばれて解雇されてしまった。その後、物語が始まる8年前に、零治に社長秘書として雇われ、その恩を返そうと努めている。
三浦 家康（みうら いえやす）〈23〉
演 - 小瀧望（WEST.）
入社2年目の社員。適当がモットー。零治にも臆することなくちょっかいを出す命知らずであり、「なぜ鮫島ホテルに入社できたのか」は村沖いわく「わが社最大の謎」と言われている。
堀 まひろ（ほり まひろ）〈23〉
演 - 清水富美加（2016年当時）
美咲と同期の新入社員。明るく人懐っこい性格で美咲ともすぐに仲良くなる。白浜に想いを寄せている。
蛭間 太陽（ひるま たいよう）〈39〉
演 - 西堀亮
社長室企画戦略部・主任。部長の白濱とは同期。お調子者。
丸田 潤（まるた じゅん）〈32〉
演 - 若林誠
白浜直属の部下。
松若 笹広（まつわか ささひろ）〈28〉
演 - 札内幸太
白浜直属の部下。
石神 剋則（いしがみ かつのり）〈52〉
演 - 杉本哲太
零治のハイヤー運転手。零治を父のように見守る。以前は鮫島旅館で送迎バスの運転手をしていた。
白浜 吾郎（しらはま ごろう）〈39〉
演 - 丸山智己
社長室企画戦略部・部長。人柄能力ともに申し分がなく社内での人望も厚い。大学では和田の後輩だった。
音無 静夫（おとなし しずお）〈45〉
演 - 三宅弘城
社長室企画戦略部・部長代理。部内で零治の悪口が始まるとポジティブな言い換えでとりなすことが多い。
松田 百代（まつだ ももよ）〈55〉
演 - 美保純
鮫島ホテルズ箱根の清掃担当で、勤続35年のベテラン。社員からの人望も厚い。
太宰（だざい）
演 - 鈴之助
鮫島ホテル箱根のドアマン。
番場（ばんば）
演 - 瀬戸寛
鮫島ホテル箱根の支配人。
藤田 恵（ふじた めぐみ）
演 - 横内亜弓
鮫島ホテル箱根の清掃員で、松田の部下。

### ステイゴールドホテル
和田 英雄（わだ ひでお）〈46〉
演 - 北村一輝
社長。当初、零冶は毛嫌いしていたが、舞子の手回しにより零冶の恋愛指南役に。零冶をからかい、面白がりながらも実は零治の事を気に入っている様子である。
橋口 博資（はしぐち ひろし）
演 - 篤海
和田の秘書。

### その他
リリコ
演 - 中村アン
和田の元彼女。
志乃（しの）
演 - 多岐川華子
楯原物産社長令嬢。零治の見合い相手。
鮫島 幸蔵（さめじま こうぞう）
演 - 小堺一機
零治の父。元々は鮫島旅館の経営者であったが、旅館が倒産寸前まで追い込まれたため、経営者の職を解かれた過去がある。
零治が高校生の頃（物語が始まる15年前）、零治の母（幸蔵の妻）の誕生日に、彼女が既に持っていた物と同じバッグをプレゼントしていた事で愛想を尽かされ、その上、酒に酔った勢いで妻を追い出してしまった。それが原因で息子の零治からは毛嫌いされている。その一方で舞子ら「社長室企画戦略部」の面々との仲は良好である。蕎麦作りが得意で、幸蔵が作る蕎麦は、子供の頃の零治の大好物だった。
田中 岳司（たなか たけし）
演 - 宇梶剛士
駿河エクセランホテルのレストランLES PIERRES PRÉCIEUSESのシェフ。19歳からフランス料理の道に進み、35年のキャリアを有する。
柴山 雄三郎（しばやま ゆうざぶろう）
演 - 渡辺哲
美咲の祖父。2年前、美咲がパリで働いている間に逝去。生前はTOKYO EASTERN HOTELでドアマンとして働いていた。
高田 潤子（たなか じゅんこ）
演 - 鷲尾真知子
横浜インペラートホテルの社長であり、全日本ホテル協会会長。大のダンス好き。
藤田 八雄（ふじた はちお）
演 - 上島竜兵
横浜市中区のマスコットキャラクター「スウィンギー」の着ぐるみスタッフ。
林家 たい平（はやしや たいへい）
演 - 本人
零治と美咲がデートで行った寄席の落語家。
櫻井 翔（さくらい しょう）
演 - 本人
「同世代のトップランナーに話を聞く」というテーマの下、「櫻井翔のVanguard」という番組で零治にインタビューした。

## スタッフ
- 脚本 - 金子茂樹
- 演出 - 中島悟、菅原伸太郎、丸谷俊平
- 音楽 - ワンミュージック
- 主題歌 - 嵐「I seek」（ジェイ・ストーム）[5]
- 音楽プロデュース - 志田博英
- 美術デザイン - 高野雅裕、高橋太一
- 選曲 - 稲川壮
- ロケ協力 - 横浜市、横浜フィルムコミッション
- チーフプロデューサー - 松岡至
- プロデューサー - 櫨山裕子、秋元孝之
- 制作協力 - オフィスクレッシェンド
- 制作著作 - 日本テレビ

## ロケ地
- 横浜ランドマークタワー[6] - 鮫島ホテルズ本社オフィスが入るビル。
- ホテルニューグランド[7] - ステイゴールドホテル。
- 横浜・八景島シーパラダイス[8] - 6話で零治と美咲がデートした水族館。
- アニヴェルセル みなとみらい横浜[9] - 6話のホテル協会パーティ会場。
- 山のホテル（箱根）[10] - 鮫島ホテルズ箱根。
- 玉樟園新井（土肥温泉）[11] - 鮫島旅館。

## 関連商品
『世界一難しい恋』(DVD BOX, Blu-ray BOX)
6枚組（本編5枚＋特典1枚, 本編約475分＋特典映像） 販売元: バップ、発売：2016年11月16日
日本テレビ系 水曜ドラマ「世界一難しい恋」オリジナル・サウンドトラック
ワンミュージック、 販売元:バップ、発売：2016年6月8日

## 受賞
第20回日刊スポーツ・ドラマグランプリ 春ドラマ
- 作品賞
- 主演男優賞（大野智）
- 助演男優賞 （杉本哲太）
- 助演女優賞（小池栄子）

第20回日刊スポーツ・ドラマグランプリ 2016年度
- 作品賞
- 主演男優賞（大野智）
- 助演女優賞（小池栄子）

第89回ザテレビジョンドラマアカデミー賞
- 主演男優賞（大野智）
- 助演女優賞（小池栄子）

TVLIFE 第26回 年間ドラマ大賞2016
- 作品賞
- 主演男優賞（大野智）
- 助演女優賞（小池栄子）
- 新人賞（小瀧望）
- 主題歌賞（嵐「I seek」）

## 放送日程
| 各話                                                           | 放送日  | サブタイトル                                                      | 演出       | 視聴率 |
| -------------------------------------------------------------- | ------- | ----------------------------------------------------------------- | ---------- | ------ |
| 第1話                                                          | 4月13日 | 恋愛偏差値最低のセレブ社長が一目惚れ! 優しい嘘で彼女にプロポーズ  | 中島悟     | 12.8%  |
| 第2話                                                          | 4月20日 | ひねくれ社長の初恋は難関続出…目指せ器の大きい男! 犬の散歩で求愛   | 中島悟     | 12.9%  |
| 第3話                                                          | 4月27日 | ひねくれ社長が新人に恥ずかしすぎる告白 恋愛スイッチオンの秘策とは | 中島悟     | 13.1%  |
| 第4話                                                          | 5月04日 | 恋愛師匠の必勝指令で一泊旅行…遂に愛の告白でアタマ真っ白           | 菅原伸太郎 | 12.2%  |
| 第5話                                                          | 5月11日 | 遂にカップルへ!? 恋愛スキル総動員で待ちわびる最終回答             | 中島悟     | 11.5%  |
| 第6話                                                          | 5月18日 | 初恋成就でバカップル誕生! 悲劇のダンスパーティ…真夜中に通じる心   | 丸谷俊平   | 11.7%  |
| 第7話                                                          | 5月25日 | お泊まりデート最高のキス!? 純情オトコ心で破局の大ピンチ           | 中島悟     | 13.0%  |
| 第8話                                                          | 6月01日 | 新たな恋は足裏上手安らぎ秘書? ダメ親父教えるまごころ              | 中島悟     | 12.1%  |
| 第9話                                                          | 6月08日 | 諦め切れない恋と夢…偶然再会で最高のプロポーズ                     | 菅原伸太郎 | 13.0%  |
| 第10話                                                         | 6月15日 | 最終回驚きの展開! 結婚できる? あせる社長最後の危機                | 中島悟     | 16.0%  |
| 平均視聴率 12.9%（視聴率はビデオリサーチ調べ、関東地区・世帯） |         |                                                                   |            |        |

- 日本テレビにて2016.06.08 絶縁からの復縁！？　を放映
- 日本テレビにて2016.06.15 ついに終結！≪世界一難しい恋」大野智・波留　最終回直前ＳＰ！を放映。
- 北アメリカではテレビジャパン（NHKコスモメディアアメリカ）にて4月18日より放送（英題：The Most Difficult Romance ）[20]。
- 台湾では緯來日本台（緯來電視網）にて「談戀愛世界難」として4月23日より放送[21]。
- GEM TV Asiaにて「The Most Difficult Romance」として12月23日より放送[22]。